# Kate Atkinson
Pour les articles homonymes, voir Atkinson.
Œuvres principales
- Les choses s'arrangent mais ça ne va pas mieux

Kate Atkinson, née le 20 décembre 1951 à York, est une écrivaine britannique. Elle vit à Édimbourg.

## Biographie
Diplômée de littérature de l'université de Dundee, elle reçoit en 1988 le Woman's Short Story Competition pour l'une de ses nouvelles. Son premier roman, Dans les coulisses du musée (Behind the Scenes at the Museum), obtient le Whitbread First Novel Award et le Whitbread Book of the Year Award en 1996. En France, le livre est élu « meilleur roman de l'année » par le magazine Lire. Elle a inventé un héros récurrent, le détective privé Jackson Brodie, que l'on rencontre dans La Souris bleue, Les choses s'arrangent mais ça ne va pas mieux, À quand les bonnes nouvelles ? et Parti tôt, pris mon chien. Sa pièce de théâtre Nice fut présentée à l'occasion de la manifestation "Du monde entier" organisée par le Théâtre Gérard-Philipe de Saint-Denis (du 22 juin au 7 juillet 1998).
Elle crée en 2013 un nouvel univers romanesque autour de la famille Todd et de la Deuxième Guerre mondiale qui comprend à ce jour deux titres traduits en français : Une vie après l'autre et L'homme est un dieu en ruine . Un nouveau roman, Transcription, paraît en France en 2019 et poursuit son exploration des années 1940. Paru en 2019 au Royaume-Uni, son roman Big Sky, est traduit en français en 2020 sous le titre Trois petits tours et puis reviennent. Il voit le retour de l'auteur dans le genre policier et de son héros Jackson Brodie.
Elle est faite membre de l'Ordre de l'Empire britannique (MBE) à l'occasion de la Queen's Birthday honours list le 11 juin 2011, pour services rendus à la littérature.

## Œuvres

### Romans
- Behind the Scenes at the Museum (1996)
  - Dans les coulisses du musée / trad. Jean Bourdier.
    - Paris : Éd. de Fallois, 1996, 348 p.  (ISBN 2-87706-277-5)
    - Paris : France loisirs, 1997, 348 p.  (ISBN 2-7441-0816-2)
    - Paris : Librairie générale française, 1998, 408 p. (Le Livre de poche ; 14490).  (ISBN 2-253-14490-8)
    - Paris : Le Grand Livre du mois, 2000, 348 p.  (ISBN 2-7028-4082-5)

- Human Croquet (1998)
  - Dans les replis du temps / trad. Jean Bourdier.
    - Paris : Éd. de Fallois, 1998, 342 p.  (ISBN 2-87706-314-3)
    - Paris : Librairie générale française, 1999, 403 p. (Le Livre de poche ; 14687).  (ISBN 2-253-14687-0)

- Emotionally Weird (2000)
  - Sous l'aile du bizarre : roman comique / trad. Jean Bourdier.
    - Paris : Éd. de Fallois, 2000, 363 p.  (ISBN 2-87706-382-8)
    - Paris : Librairie générale française, 2002, 415 p. (Le Livre de poche ; 15234).  (ISBN 2-253-15234-X)

- Transcription (2018)
  - Transcription / trad. Sophie Aslanides.
    - Paris : JCLattès, 2019, 400 p.  (ISBN 978-2-7096-6214-7)

- Shrines of Gaiety (2022)

### SérieJackson Brodie
- 1- Case Histories (2004)
  - La Souris bleue / trad. Isabelle Carron.
    - Paris : Éd. de Fallois, 2004, 327 p.  (ISBN 2-87706-540-5)
    - Paris : Librairie générale française, 2006, 413 p. (Le Livre de poche ; 30565).  (ISBN 2-253-11212-7 et 978-2-253-11212-9)

- 2- One Good Turn : A Jolly Murder Mystery (Doubleday, 2006)
  - Les choses s'arrangent mais ça ne va pas mieux / trad. Isabelle Caron.
    - Paris : Éd. de Fallois, 2006, 410 p.  (ISBN 2-87706-599-5)
    - Paris : Librairie générale française, 2007, 539 p. (Le Livre de poche ; 30898).  (ISBN 978-2-253-12176-3)

- 3- When Will There Be Goods News ? (2008)
  - À quand les bonnes nouvelles ? / trad. Isabelle Caron.
    - Paris : Éd. de Fallois, 2008, 366 p.  (ISBN 978-2-87706-653-2)
    - Paris : Librairie générale française, 2009, 466 p. (Le Livre de Poche ; 31515).  (ISBN 978-2-253-12654-6). Éd. hors commerce, 2011

- 4- Started Early, Took My Dog (2010)
  - Parti tôt, pris mon chien / trad. Isabelle Caron.
    - Paris : Éd. de Fallois, 2010, 154 p.  (ISBN 978-2-87706-726-3)
    - Paris : Librairie générale française, 2012, 498 p. (Le Livre de poche ; 32451).  (ISBN 978-2-253-16183-7)

- 5- Big Sky (2019)
  - Trois petits tours et puis reviennent / trad. Isabelle Caron
    - Paris : Jean-Claude Lattès, coll. "Suspense et Cie", 03/2020, 400 p.  (ISBN 978-2-7096-6610-7)

Compilation
- Jackson Brodie : romans. Réunit : La Souris bleue, Les Choses s'arrangent mais ça ne va pas mieux, À quand les bonnes nouvelles ?
  - Paris : Librairie générale française, 2013, 1152 p. (Le Livre de poche Majuscules).  (ISBN 978-2-253-13284-4)

- 6- Death at the Sign of the Rook (2024)

### Série Teddy et Ursula Todd
- 1- Life After Life (2013)
  - Une vie après l’autre / trad. Isabelle Caron.
    - Paris : Grasset, 2015, 528 p.  (ISBN 978-2-246-80765-0)
    - Paris : Librairie générale française, 2017, 636 p. (Le Livre de poche ; 34366).  (ISBN 978-2-253-08746-5)

- 2- A God in Ruins (2014)
  - L'Homme est un dieu en ruine / trad. Sophie Aslanides.
    - Paris : Jean-Claude Lattès, 2017, 500 p.  (ISBN 978-2-7096-5632-0)
    - Paris : Librairie générale française, 02/2019, 664 p. (Le Livre de poche ; 35256).  (ISBN 978-2-253-07133-4)

### Recueils de nouvelles
- Not the End of the World (2003)
  - C'est pas la fin du monde / trad. Isabelle Carron
    - Paris : Éd. de Fallois, 2003, 266 p.  (ISBN 2-87706-464-6)
    - Paris : Librairie générale française, 2006, 312 p. (Le Livre de poche ; 30566).  (ISBN 2-253-11131-7 et 978-2-253-11131-3). Éd. hors commerce, 2010  (ISBN 9782259459808)

- On a de la chance de vivre aujourd'hui (2009) / trad. Isabelle Caron (édition sans équivalent en langue anglaise, ces nouvelles n'ayant jamais été réunies)
  - Paris : Éd. de Fallois, 2009, 154 p.  (ISBN 978-2-87706-695-2)
  - Paris : Librairie générale française, 2010, 312 p. (Le Livre de poche ; 31903).  (ISBN 978-2-253-15658-1)

### Nouvelle
- 2010 : Crimespotting / anthologie sous la dir. Irvine Welsh ; trad. Santiago Artozqui.
  - Champs-sur-Marne : Music and entertainment books.  (ISBN 978-2-35726-047-4)

### Théâtre
- 1996 : Nice.
  - Besançon : Les Solitaires intempestifs, 1998, 48 p.  (ISBN 2-912464-20-X)
- 2000 : Abandonment

## Distinctions
- 1988 : le Woman's Short Story Competition pour l'une de ses nouvelles.
- 1996 : le Whitbread First Novel Award et le Whitbread Book of the Year Award pour Dans les coulisses du musée (Behind the scenes at the museum)
- 2004 : Prix Westminster du roman anglais pour La Souris bleue
- 2011 : Membre de l'Ordre de l'Empire britannique (MBE)
- 2013 : Prix Costa du meilleur roman pour Life After Life (Doubleday).

## Adaptations
La BBC a adapté plusieurs des romans d'Atkinson en une série télévisée, Jackson Brodie, détective privé, où Jackson Brodie est interprété par Jason Isaacs (Vf: Thierry Buisson). La première saison, diffusée en 2011 sur BBC One, reprend en six épisodes les histoires La Souris bleue, Les choses s'arrangent mais ça ne va pas mieux et À quand les bonnes nouvelles ?. Une seconde saison a été commandée et sa diffusion est prévue en 2012.